# HD140722
HD140722 — подвійна зоря. 
Ця подвійна система має видиму зоряну величину в смузі V приблизно 7,2.
Вона розташована на відстані близько 222,0 світлових років від Сонця.

## Подвійна зоря
Головна зоря цієї системи належить до хімічно пекулярних зір й має спектральний клас A7.
Інша компонента має  спектральний клас F2.

## Фізичні характеристики
Зоря HD140722 обертається 
досить швидко 
навколо своєї осі. Проєкція її екваторіальної швидкості на промінь зору становить  Vsin(i)= 68км/сек.